# 26 juillet aux Jeux olympiques d'été de 2024
 (juillet 2023).
Si vous disposez d'ouvrages ou d'articles de référence ou si vous connaissez des sites web de qualité traitant du thème abordé ici, merci de compléter l'article en donnant les références utiles à sa vérifiabilité et en les liant à la section « Notes et références ».
Navigation
25 juillet 27 juillet
Le vendredi 26 juillet aux Jeux olympiques d'été de 2024 est le jour de la cérémonie d'ouverture et le premier jour officiel de ces 30es Jeux olympiques de l'ère moderne.

## Programme
Il n'y a aucune épreuve sportive organisée ce jour, seule la cérémonie d'ouverture est prévue pour ce troisième jour des Jeux olympiques 2024.
| Horaire | Discipline Spécialité | Discipline Spécialité | Discipline Spécialité | Phase     | Résultats | Références |
| ------- | --------------------- | --------------------- | --------------------- | --------- | --------- | ---------- |
| 19 h 30 |                       | Cérémonie d'ouverture | -                     | Cérémonie | -         | -          |